# معرض بحر قزوين للنفط والغاز

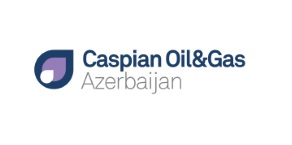

معرض بحر قزوين للنفط والغاز عقد هذا المعرض لأول مرة في عام 1994 في باكو ، عاصمة أذربيجان.تأسست في سبتمبر 1994 كجزء من التوقيع على «عقد القرن» ، الذي وضع الاتجاهات الجديدة في تطوير واسع النطاق من رواسب الهيدروكربونات في حوض بحر قزوين ووضع الأسس لعهد جديد في تاريخ النفط في الجمهورية وتاريخ عرض بحر قزوين للنفط والغاز.

## تاريخ
أيد حيدر علييف المبادرة بعقد أول معرض متخصص في النفط والغاز في أذربيجان، ومنذ ذلك الحين، أصبح حقل النفط والغاز في قزوين بمثابة منصة التقى فيها كبار الخبراء في قطاعات النفط والغاز والطاقة ووقعوا مذكرات واتفاقات وعقود للتعاون المستقبلي.هذا المعرض والمؤتمر، الذي يضم 158 شركة رائدة من قطاعي النفط والغاز والطاقة من 12 دولة في العالم في مجمع حيدر علييف للرياضات والحفلات الموسيقية منذ اليوم الأول من الحدث، كان مؤشراً عالياً.ومن بين العارضين والرعاة هناك شركات عالمية رائدة في قطاع النفط والطاقة.يفتح المعرض الفرص أمام الشركات العاملة في قطاع النفط والغاز في أذربيجان للتعاون مع الشركات الأجنبية وتطبيق تقنيات جديدة في عملية التصنيع المحلية، وكذلك في إنتاج الموارد الهيدروكربونية.تم التأكيد على المركز الرفيع للمعرض بمشاركة رئيس جمهورية أذربيجان حيدر علييف في حفل الافتتاح واليوم، يستمر هذا التقليد من قبل الرئيس إلهام علييف.سيقوم قادة من دول مختلفة ، بما في ذلك رؤساء المملكة المتحدة وتركيا والنرويج ورؤساء الولايات المتحدة وفرنسا وجورجيا، وكذلك رئيس الاتحاد الأوروبي، بإرسال رسائل تحياتهم إلى رئيس جمهورية أذربيجان بمناسبة افتتاح المعرض والمؤتمر القادم.تبذل وزارة الطاقة في جمهورية أذربيجان وسوكار قصارى جهدها للمساهمة في تطوير هذا المعرض.جزء مهم من برنامج الأعمال الذي يستضيف المعرض هو بحر قزوين للنفط والغاز، وهو مؤتمر سنوي مع أكثر من 500 مندوب من أكثر من 30 دولة حول العالم.في حين تم عقد أول معرض لبحوث بحر قزوين للنفط والغاز والغاز، لم يتم تطوير البنية التحتية بعد وتم استيراد جميع معدات المعارض من الخارج.لم يكن هناك أي وصول للإنترنت تقريبًا، وكان الاتصال المحمول جديدًا، وتم الاتصال بالزبائن عبر الفاكس.تم رسم خطط المعارض الأولى على الورق، ولكن الآن من المستحيل تخيلها.ومع ذلك، كان السوق الأذربيجاني يتطور بسرعة ونما المعرض بسرعة.وهكذا، في السنوات الماضية، تم تشكيل المعرض باعتباره الحدث الرئيسي لصناعة النفط والغاز في المنطقة، والآن يشارك اللاعبون الرئيسيون في سوق النفط والغاز.من عام 2010 ، يقام معرض بحر قزوين للنفط والغاز في مركز باكو للمعارض، وهو مجمع معارض دولي.وهكذا، كان المعرض طريقاً طويلاً من التطور وحافظ على مكانته الرائدة منذ 25 عاماً نظراً لتميزه الفريد.ويصاحب كل ذكرى للمعرض والمؤتمر فعاليات خاصة ينظمها صندوق بحر قزوين للنفط والغاز.يتمتع هذا الصندوق بتوجه اجتماعي واضح، حيث يتم تشجيع الطلاب الذين يجمعون درجات عالية في معرض ومؤتمر قزوين للنفط والغاز في مختلف المناسبات الخاصة خلال السنوات، وقد قام المشاركون في المعرض والمؤتمر بزرع الأشجار والزهور، ويدعم الفن.

## 29 مايو- 1 يونيو 2018
المعرض الدولي الخامس والعشرون لبحر قزوين للغاز والغاز سيعقد 2018 في مركز باكو للمعارض في 29 مايو / أيار، وهو أكبر حدث في قطاع الطاقة في منطقة بحر قزوين.